# Regimentul 11 Infanterie (1916-1918)
Regimentul 11 Infanterie a fost o unitate de nivel tactic care s-a constituit la 14/27 august 1916, prin mobilizarea unităților și subunităților existente la pace aparținând de Regimentul Siret No. 11. Regimentul a făcut parte din organica Brigăzii 12 Infanterie, fiind dislocat la pace în garnizoana Galați. La intrarea în război, Regimentul 11 Infanterie a fost comandat de colonelul Mihai Angelescu. Regimentul 11 Infanterie a participat la acțiunile militare pe frontul românesc, pe toată perioada războiului, între 14/27 august 1916 - 28 ocotmbrie/11 noiembrie 1918.

## Campanii anterioare anului 1916
Așa cum o dovedește monumentul Regimentului Siret No.11 din orașul Galați, această unitate a fost implicată atât în Războiul de Independență (1877-1878) cât și în Al Doilea Război Balcanic (1913).